# Pennville (Indiana)
Pennville – miasto w Stanach Zjednoczonych, w stanie Indiana, w hrabstwie Jay.